# 新勃兰登堡
新勃兰登堡（德語：Neubrandenburg，發音：[nɔʏˈbʁandn̩bʊʁk] ⓘ）是德国梅克伦堡-前波美拉尼亚州梅克伦堡湖区县的城市，也是梅克伦堡湖区县的县治，面积86.11平方千米，2023年12月31日人口为64,390人。该市位于柏林以北约135千米，是梅克伦堡-前波美拉尼亚州的第三大城市。
1969年—2011年，新勃兰登堡曾是非县辖城市，之后并入梅克伦堡湖区县。

## 友好城市
- 義大利 科莱尼奥（1965年）
- 法國 維勒瑞夫（1966年）
- 法國 讷韦尔（1973年）
- 波蘭 科沙林（1974年）
- 俄羅斯 彼得罗扎沃茨克（1983年）
- 德国 弗伦斯堡（1987年）
- 丹麦 格萊薩克瑟市鎮（1990年）
- 以色列 拿撒勒（1998年）
- 中国 扬州市（1999年）